# Oktober 2016
Dit artikel geeft een chronologisch overzicht van de belangrijkste gebeurtenissen per dag van de maand oktober in het jaar 2016.

## Gebeurtenissen

### 1 oktober
- Vanwege een uitbarsting van de Colima worden in de Mexicaanse dorpen La Yerbabuena en La Becerrera in totaal 350 mensen geëvacueerd. Ook in de provincie Jalisco zijn evacuaties.[1]
- Bij luchtaanvallen op het oosten van de Syrische stad Aleppo wordt het grootste ziekenhuis van dit deel van de stad getroffen door minstens twee vatbommen, nadat het eerder ook al was geraakt.[2]
- Het Nederlandse Openbaar Ministerie neemt de ontgroeningen bij de Groningse studentvereniging Vindicat onder de loep, nadat een aspirant-lid tijdens een ontgroening een hersenoedeem opliep na te hard op zijn hoofd te zijn geslagen.
- Na hevige gevechten worden de Taliban uit het centrum van de Noord-Afghaanse stad Kunduz verdreven.[3]

### 2 oktober
- In Hongarije wordt een referendum gehouden over het door de EU aan het land opgelegde migrantenquotum. Bijna alle stemmers zijn tegen de EU-regeling, maar de uitslag van het referendum is ongeldig vanwege een te lage opkomst.[4]
- In de Ethiopische plaats Bishoftu valt een onbekend aantal doden als de politie met behulp van traangas een betogende menigte uiteen probeert te drijven. Berichten over het aantal doden lopen uiteen van enkele tientallen tot wel meer dan 500.
- In Colombia wordt een referendum gehouden over het te sluiten vredesakkoord tussen de regering en FARC.[5]
- Uit de gelekte belastingaangifte van de Republikeinse presidentskandidaat Donald Trump uit 1995 komt naar voren dat hij achttien jaar lang geen inkomstenbelasting heeft betaald, aldus concludeert The New York Times.
- Bij twee aanslagen op twee politiewagens in de Sinaïwoestijn komen zes Egyptische politieagenten om het leven.
- In de Mexicaanse staat Jalisco worden de dode lichamen van dertien drugsbendeleden bij het Chapalameer gevonden. In een ander deel van het land werd het dode lichaam van de Canadese fotografe Barbara McClatchie gevonden.
- Turkse militairen arresteren de broer van de islamitische geestelijke Fethullah Gülen in İzmir op verdenking van lidmaatschap van een gewapende terreurgroep.
- Bij een protest tegen de regering in Ethiopië vallen meer dan vijftig doden.
- India ratificeert het klimaatakkoord van Parijs.
- Fotojournalist Jeroen Oerlemans wordt door een sluipschutter van IS doodgeschoten in de Libische stad Sirte.[6]

### 3 oktober
- De Colombiaanse bevolking stemt in referendum met een zeer kleine meerderheid van 50,2% tegen het vredesakkoord met de guerrillabeweging FARC.[7]
- De Verenigde Staten beëindigen het rechtstreekse overleg met Rusland over een nieuw staakt-het-vuren in Syrië. Een woordvoerder van het Amerikaanse ministerie van buitenlandse zaken verklaart dat Rusland de afspraken niet nakomt.[8]
- PvdA'er Paul Tang dient met veertig sociaaldemocratische Europarlementariërs een klacht in  bij de Europese Commissie tegen VVD'er Neelie Kroes, vanwege het feit dat ze ten tijde van haar functie als eurocommissaris van Mededinging een bijbaan bij een offshorebedrijf in de Bahama's verzuimde te melden.
- Strijders van de Taliban zetten de aanval in in meerdere delen van Afghanistan, onder meer in de stad Kunduz en in de zuidelijke provincie Helmand.[9]
- Bij een zelfmoordaanslag tijdens een Koerdische bruiloft in Syrische stad Hasaka komen meer dan dertig mensen om het leven. De aanslag wordt opgeëist door IS.[10]
- De Italiaanse kustwacht maakt bekend op de Middellandse Zee zo'n 5650 migranten die op ongeveer 40 boten zaten te hebben opgepikt.

### 4 oktober
- Unicef en de Wereldbank maken in een gezamenlijk rapport bekend dat er wereldwijd bijna 385 miljoen kinderen, ofwel bijna 20% van de kinderen in ontwikkelingslanden, in extreme armoede leven.[11]
- De orkaan Matthew komt aan land in het zuidwesten van Haïti, bij Les Anglais, en trekt vervolgens over land richting Cuba.[12]
- Het Openbaar Ministerie in Duitsland acht niet bewezen dat de Duitse komiek Jan Böhmermann strafbare feiten heeft gepleegd met het op televisie voorlezen van een hekelgedicht over de Turkse president Erdoğan. Het Turkse staatshoofd voelde zich beledigd en diende een klacht in bij de Duitse regering in Berlijn.
- In de Cubaanse hoofdstad Havana worden de vredesonderhandelingen tussen de Colombiaanse regering en de guerrillabeweging FARC hervat.
- Het Hof van Arbitrage voor Sport (CAS) verkort de schorsing van de Russische tennisster Maria Sjarapova van twee jaar naar vijftien maanden.
- Het Nederlandse Openbaar Ministerie start een strafrechtelijk onderzoek naar een ontgroeningsincident bij de Groningse studentenvereniging Vindicat waarbij een aspirant-lid een hersenoedeem opliep.
- De Eerste Kamer in Den Haag stemt in met de "wet cliëntenrechten bij elektronische verwerking gegevens". De wet biedt Nederlandse burgers, zonder tussenkomst van hun huisarts, inzage in hun eigen elektronisch medisch dossier en maakt voor hen mogelijk om zelf te bepalen wie inzage krijgt in hun medisch dossier.
- Het Zweedse Karolinska-instituut maakt bekend dat de Nobelprijs voor de Natuurkunde dit jaar naar de Britse geleerden David Thouless, Duncan Haldane en Michael Kosterlitz gaat vanwege hun onderzoek op het gebied van vaste stoffen.

### 5 oktober
- Jean-Pierre Sauvage, Fraser Stoddart en Ben Feringa winnen de Nobelprijs voor de Scheikunde "Voor het ontwerp en de synthese van moleculaire machines".[13]
- De voormalige Portugese premier António Guterres wordt verkozen als de nieuwe secretaris-generaal van de Verenigde Naties. Hij volgt hierin Ban Ki-moon op.[14]
- De Italiaanse kustwacht maakt bekend in slechts twee dagen tijd meer dan 10.000 vluchtelingen uit de Middellandse Zee voor de kust bij Libië te hebben gehaald. Zeker vijftig vluchtelingen zijn verdronken. Vanwege het rustige weer zijn mensensmokkelaars erg actief.[15]
- De Europese Unie en Afghanistan sluiten in Brussel een voorlopige migrantenakkoord. Het akkoord behelst dat Afghanistan economische migranten en uitgeprocedeerde asielzoekers terugneemt in ruil voor jaarlijks 1,3 miljard euro aan financiële hulp van de EU.
- De Poolse regering trekt een wetsvoorstel voor een totaalverbod op abortus weer in na massale protesten hiertegen.
- UKIP-leidster Diane James, die vorige maand werd gekozen als opvolgster van Nigel Farage, stapt na drie weken op.
- De integriteitswaakhond van de Europese Commissie start een onderzoek naar de Nederlandse oud-minister Neelie Kroes vanwege het feit dat ze een baan bij een offshorebedrijf op de Bahama's ten tijde van haar functie als eurocommissaris verzweeg te melden.[16]

### 6 oktober
- Het aandeel van Twitter daalt met zo'n 10%, nadat is gebleken dat Google niet geïnteresseerd is in overname van Twitter.[17]
- Bij een aanval door Al-Shabaab in de stad Mandera worden zes christenen gedood.[18]
- Het Hooggerechtshof van Tsjaad legt het Amerikaanse olieconcern ExxonMobil een naheffing op van 820 miljoen dollar wegens achterstallige belastingafdracht alsook een boete van 75 miljard dollar.
- Het Pakistaanse parlement neemt unaniem een wet aan tegen eerwraak.
- De Amerikaanse president Barack Obama kondigt vanwege orkaan Matthew de noodtoestand af in de Amerikaanse staat Florida. Later wordt deze verklaring uitgebreid naar de staten Georgia en South Carolina.[19]

### 7 oktober
- De Colombiaanse president Juan Manuel Santos krijgt de Nobelprijs voor de Vrede toegekend voor zijn inspanningen om een einde te maken aan de burgeroorlog in het land.
- De Verenigde Staten heffen de laatste economische sancties tegen Myanmar op.
- De Filipijnen schorten alle militaire oefeningen met de Verenigde Staten op.[20]
- De leider van de Turkse Hells Angels uit de Duitse stad Gießen is doodgeschoten.[21]
- De Eenheid Den Haag van het Korps Nationale Politie concludeert na een interne onderzoek naar de dood van Mitch Henriquez dat vier van vijf betrokken politieagenten ernstig plichtsverzuim valt te verwijten en de vijfde betrokken agent plichtsverzuim pleegde.[22]

### 8 oktober
- Uit onderzoek van het Vast Comité van Toezicht op de politiediensten naar de aanslagen van 13 november 2015 in de Franse hoofdstad Parijs komt naar voren dat de Belgische politie zeker dertien kansen heeft gehad om de aanslagen in het buurland te voorkomen.[23]
- De Marokkaanse Partij voor Gerechtigheid en Vooruitgang (PJD) wint de parlementsverkiezingen in het Noord-Afrikaanse land.[24]
- De Georgische Droom-partij wint voor de tweede keer op rij de verkiezingen voor het parlement van Georgië.(Lees verder)
- Bij een bombardement op een uitvaartcentrum in Sanaa, de hoofdstad van Jemen, vallen zeker 82 doden en meer dan 500 gewonden. Hier was juist de begrafenis bezig van de vader van sjeik Ali al-Rawishan.[25]
- In de Amerikaanse stad Palm Springs schiet een gewapende man twee politieagenten dood.[26]

### 9 oktober
- Klokkenluiderswebsite WikiLeaks publiceert gelekte e-mails van de Democratische presidentskandidaat Hillary Clinton, waaruit blijkt dat ze ten tijde van haar ministerschap duurbetaalde speeches gaf voor verscheidene banken, waarin ze prijs de bankiers van de Amerikaanse zakenbank Goldman Sachs en Wall Street-insiders.[27]
- In Myanmar schieten Rohingya-rebellen negen politieagenten dood.[28]
- In de Verenigde Staten rijdt een spookrijder vijf tieners dood in gestolen politieauto.[29]
- De regering van Ethiopië roept de noodtoestand uit wegens gewelddadige antiregeringsprotesten, rellen en aanvallen op bedrijven.[30]

### 10 oktober
- Turkije en Rusland bereiken een akkoord over de aanleg van een gasleiding tussen de beide landen.[31]
- Uit geheime documenten uit het Nationaal Archief, die zijn opgedoken door RTL Nieuws, blijkt dat de Nederlandse koninklijke familie sinds 1973 compensatie krijgt voor de belasting op hun privévermogen.

### 11 oktober
- De Tweede Kamer stelt een parlementaire enquête in naar belastingconstructies die via Nederland lopen. Aanleiding hiervoor zijn de onthullingen in de Panama Papers.[32]
- Bij een schietpartij in de Sakhi-tempel, een sjiitisch heiligdom, in de Afghaanse hoofdstad Kabul komen zeker veertien mensen om het leven, onder wie de schutter.[33]
- De Turkse regering laat 125 politieagenten arresteren wegens vermeende banden met de Gülen-beweging.[34]
- In Duitsland worden drie mensen door een goederentrein overreden.[35]
- Milovan Rajevac wordt ruim drie maanden na zijn aanstelling alweer ontslagen als bondscoach van de Algerijnse voetballers. Het resultaat in de eerste WK-kwalificatiewedstrijd onder leiding van de Servische trainer is niet goed genoeg in de ogen van de bestuurders van de bond.

### 12 oktober
- De Nederlandse staatssecretaris Eric Wiebes van Financiën stelt de Belastingdienst onder curatele van de  Inspectie der Rijksfinanciën na de zeer succesvolle vertrekregeling bij de overheidsinstantie. De Belastingdienst komt via een directeur-generaal rechtstreeks onder het Ministerie van Financiën te staan.[36]
- Bij de eerste droneaanval van terreurgroep IS op Iraakse bodem komen twee Koerdische Peshmerga-strijders om het leven.[37]
- In het zuiden van Afghanistan worden meer dan 100 soldaten en politieagenten in de val gelokt en gedood door strijders van de Taliban.[38]

### 13 oktober
- De Amerikaanse zanger en liedschrijver Bob Dylan krijgt de Nobelprijs voor de Literatuur toegekend.[39]
- De Nigeriaanse terreurbeweging Boko Haram laat 21 van de ruim 200 ontvoerde schoolmeisjes vrij.[40]
- Bij bombardementen op het oostelijke deel van de Syrische stad Aleppo vallen in twee dagen tijd zeker 145 doden.[41]
- Het Duits Constitutioneel Hof wijst het bezwaar van Duitse activisten tegen de ondertekening van het vrijhandelsverdrag CETA door de Duitse regering af.[42]

### 14 oktober
- Bekend wordt dat Islamitische Staat in Mosoel 55 van zijn eigen strijders die van plan waren over te lopen heeft geëxecuteerd en in een massagraf gedumpt.[43]
- De Colombiaanse president Santos verlengt het staakt-het-vuren met de guerrillabeweging FARC tot 31 december aanstaande.[44]
- Bij een aanval van een aan IS gelieerde groep op een controlepost in de Sinaï komen zeker twaalf Egyptische militairen om het leven.[45]
- Het Waals Parlement stemt tegen het vrijhandelsverdrag CETA tussen de Europese Unie en Canada.[46]
- De procureur-generaal van Rijnland-Palts acht het beroep van de advocaat van de Turkse president Erdogan tegen het besluit van de Duitse justitie om komiek Böhmermann niet te vervolgen wegens belediging van een buitenlands staatshoofd ongegrond.[47]

### 15 oktober
- Bij een zelfmoordaanslag  tijdens de herdenking van de dood van imam Hoessein in de Iraakse hoofdstad Bagdad komen volgens berichten minstens 55 sjiitische moslims om het leven. Bij twee andere aanslagen ten noorden van Bagdad vallen meer dan tien doden, onder wie acht politieagenten.[48]
- De coalitiepartijen in de Belgische regering bereiken na weken moeizame onderhandelingen een begrotingsakkoord. Deze begroting omvat meer dan drie miljard euro aan bezuinigingen.[49][50]
- Het Verenigd Koninkrijk neemt ongeveer 300 kinderen zonder ouders uit het Franse vluchtelingententenkamp Jungle van Calais op.[51]
- In het noorden van India komen zeker vierentwintig mensen om in het gedrang tijdens een hindoeïstische ceremonie.[52]
- In Spanje gaan duizenden mensen de straat op om te demonstreren tegen het vrijhandelsverdrag TIIP.[53]

### 16 oktober
- Tijdens een studentenfeest in de Franse stad Angers stort het balkon van een appartement op de derde verdieping in nadat zo'n vijftien studenten op de constructie gingen staan. Hierbij vallen vier doden.[54]
- In de Amerikaanse stad San Diego vallen vier doden nadat een auto van een brug boven op bezoekers van een motorfestival neerstortte.[55]
- Tyfoon Sarika eist zeker twee mensenlevens in de Filipijnen; 12.500 inwoners zijn geëvacueerd.[56]
- De Keniaanse langeafstandsloper Daniel Wanjiru wint de 41ste editie van de marathon van Amsterdam. Bij de vrouwen kwam de Ethiopische Meselech Melkamu als eerste over de finish.[57]
- Het Nederlands kabinet brengt spoornetbeheerder ProRail als zelfstandig bestuursorgaan onder bij het Ministerie van Infrastructuur en Milieu wegens de problemen op het spoor en kostenoverschrijdingen. Hiermee is ProRail niet langer een zelfstandig staatsbedrijf.[58]
- In Indonesië komen zeker negen mensen om het leven nadat de brug waar ze op stonden instortte.[59]
- De Congolese regering stelt de presidentsverkiezingen die gepland stonden voor november 2016 uit tot 2018.[60]

### 17 oktober
- Het Iraakse leger start een groot offensief in Mosoel om de stad te heroveren op terreurgroep IS. Het leger wordt bijgestaan door Koerdische Peshmerga-strijders, sjiitische en soennitische milities en PKK-strijders.[61]
- Bij gevechten tussen rivaliserende bendes in een gevangenis in de Braziliaanse stad Boa Vista vallen zeker 25 doden.[62]
- De Britse toezichthouder Investigatory Powers Tribunal oordeelt dat de Britse inlichtingendiensten ruim tien jaar lang de privacywetgeving hebben overtreden door het verzamelen van persoonsgegevens van burgers in het land.[63]
- De ExoMars missie uitgevoerd met de satelliet "TGO" (Trace Gas Orbiter) is aangekomen bij de planeet Mars. De lander Schiaperelli  is succesvol begonnen aan de afdaling naar Mars. De reis naar het oppervlak zal drie dagen gaan duren.

### 18 oktober
- De Russische en de Syrische luchtmacht schorten tijdelijk de luchtaanvallen op Oost-Aleppo op. De Russen dringen er bij de inwoners en de rebellen op aan om de stad te verlaten.[64]
- De strijdende partijen in Jemen bereiken een akkoord voor een driedaagse wapenstilstand in het sinds vorig jaar door burgeroorlog verscheurde land. In de nacht van woensdag op donderdag gaat de wapenstilstand in.[65]
- Bij een explosie bij het Duitse chemieconcern BASF in Ludwigshafen vallen zeker twee doden.[66]
- Wegens het verzet van de Walen tegen het vrijhandelsverdrag CETA geeft de Europese Unie België drie dagen de tijd om tot een intern akkoord te komen.[67]

### 19 oktober
- Ruim negenhonderd inwoners ontvluchten de belegerde Iraakse stad Mosul.[68]
- Haima, een categorie 5-orkaan, komt aan land op de Filipijnen.[69]

### 20 oktober
- De Walen zeggen opnieuw nee tegen het vrijhandelsakkoord CETA.[70]

### 21 oktober
- Canada breekt de onderhandelingen met de Europese Unie over het vrijhandelsverdrag CETA af, omdat er geen vorderingen zijn gemaakt in de gesprekken met de Walen.[71]
- Bij een aanslag op een elektriciteitscentrale in de Iraakse stad Kirkuk komen zeker twintig mensen om het leven, onder wie de drie aanslagplegers.[72]
- Bij de Syrische en Russische bombardementen op de Syrische stad Aleppo zijn in de afgelopen weken bijna 500 mensen omgekomen, volgens een verklaring van de Verenigde Naties.[73]
- Bij een treinontsporing in Kameroen komen zeker 53 mensen om het leven.[74]
- In de laatste fase van de afdaling van de marslander Schiaparelli ging het contact met de lander verloren. De Europese Ruimtevaartorganisatie ESA gaat ervan uit dat de lander met hoge snelheid op de planeet is neergestort;[75] op foto's van Mars is een nieuwe krater zichtbaar van 15 bij 40 meter.

### 22 oktober
- Bij een helikoptercrash in Siberië komen zeker negentien mensen om het leven.[76]
- Uit een rapport van de Verenigde Naties blijkt dat het Syrische leger in maart vorig jaar voor derde keer een gifgasaanval heeft uitgevoerd.[77]
- Het Turkse leger en het Vrij Syrisch Leger bevrijden met Amerikaanse luchtsteun de Syrische stad Jarablus van terreurgroep IS.[78]
- Duizenden mensen komen bijeen op het Museumplein in Amsterdam om te demonstreren tegen de handelsverdragen CETA en TTIP.[79]
- Somalische piraten laten 26 Aziatische gijzelaars vrij die ze meer dan 4,5 jaar hebben vastgehouden.[80]
- Het Amerikaanse telecommunicatieconglomeraat AT&T neemt het Amerikaanse mediaconcern Time Warner over.[81]

### 23 oktober
- De Europese Unie geeft België tot morgen de tijd om tot een CETA-deal te komen.[82]
- In Venezuela gaan duizenden mensen de straat op om het vertrek van president Maduro te eisen.[83]
- Bij twee explosies tijdens een cultureel festival in de Japanse stad Utsunomiya vallen zeker een dode en drie gewonden.[84]
- Tijdens de bouw van een WK-stadion in Qatar komt een arbeider om het leven.[85]
- De Spaanse sociaaldemocratische partij PSOE steunt alsnog een minderheidsregering van de conservatieve Partido Popular van premier Rajoy. Hiermee komt een einde aan de politieke impasse in het land en hoeven Spanjaarden niet voor de derde keer in het jaar naar de stembus.[86]
- Het Iraakse parlement neemt een wet aan die de productie, verkoop en import van alcohol verbiedt.[87]

### 24 oktober
- België haalt de door de Europese Unie gestelde deadline om tot een CETA-deal te komen met Walen niet. De EU gaf de Belgische regering gisteren tot vandaag de tijd om tot een akkoord te komen met Waalse regering omtrent het vrijhandelsverdrag met Canada.[88]
- Bij een schietaanval op een politiekazerne in Pakistan komen zeker 59 cadetten en drie terroristen om het leven. De aanval wordt opgeëist door terreurgroep IS.[89]
- De Nederlandse televisiezender RTL vervangt Zwarte Piet door een Schoorsteenpiet.[90]

### 25 oktober
- Het Vaticaan bepaalt in zijn nieuwe instructie Ad resurgendum cum Christo dat bij een katholieke crematie de as van een overledene op een heilige plek zoals een begraafplaats bewaard dient te worden. Volgens het Vaticaan is het niet toegestaan om de as te verstrooien, in een sieraad te verwerken of de urn mee naar huis te nemen.[91]
- Bij een ongeluk op een wildwaterbaan in de Australische pretpark Dreamworld komen vier bezoekers om het leven.[92]
- Het Europees Parlement heft de parlementaire onschendbaarheid van Jean-Marie Le Pen, de oud-leider van het Front National, op.[93]
- De Amerikaanse schrijver Paul Beatty wint de Britse Man Booker Prize voor zijn satirische roman The Sellout (De Uitverkoop). Hij is de eerste Amerikaan die deze prestigieuze literaire prijs toegekend krijgt.[94]
- Marc Wilmots slaat een aanbod af om bondscoach van Algerije. De 47-jarige Belg, die na het teleurstellend verlopen EK voetbal 2016 in Frankrijk moest vertrekken bij de Rode Duivels wil liever weer een club gaan trainen.

### 26 oktober
- Pakistan arresteert de Afghaanse vrouw Sharbat Gula omdat ze met vervalste papieren in het land verbleef. Gula werd wereldberoemd als het 'Afghaanse meisje met de groene ogen' nadat ze als twaalfjarige halverwege de jaren tachtig op de cover van National Geographic verscheen.[95]

### 27 oktober
- Wallonië geeft zijn verzet tegen CETA op waardoor België alsnog akkoord gaat met het vrijhandelsverdrag tussen de Europese Unie en Canada.
- Georges Leekens wordt opnieuw bondscoach van Algerije. De Belg had de nationale voetbalploeg van het Noord-Afrikaanse land in 2003 ook onder zijn hoede, maar vertrok toen al na een paar maanden vanwege privéredenen.

### 30 oktober
- Canada en de Europese Unie ondertekenen in Brussel het omstreden vrijhandelsverdrag CETA. Het vrijhandelsverdrag treedt in werking nadat de nationale parlementen van de 28 EU-lidstaten de ratificatie van het verdrag goedkeuren.[96]
- In Midden-Italië doet zich een nieuwe aardbeving voor met een kracht van 6,6 op de schaal van Richter, met het epicentrum in de buurt van de stad Perugia. De beving is te voelen in grote delen van het land. Er is veel schade aan historische gebouwen.

### 31 oktober
- In het justitieel complex bij Badhoevedorp begint de tweede zaak tegen politicus Geert Wilders vanwege diens "Minder Marokkanen"-uitspraak in 2014.[97]
- In de Chinese stad Chongqing komen bij een gasexplosie in een mijn 33 mensen vast te zitten.[98]
- In een oecumenische herdenkingsbijeenkomst in de Zweedse stad Lund wordt het begin van een jaar van evenementen rond de herdenking van 500 jaar Reformatie ingeluid. Hierbij is ook paus Franciscus aanwezig.[99]
- Het Nederlands kabinet verhoogt de AOW-leeftijd naar 67 jaar en drie maanden in 2022.[100]

## Overleden
<< · januari · februari · maart · april · mei · juni · juli · augustus · september · oktober · november · december · >>